# 宜兴文昌阁
31°22′16″N 119°48′29″E / 31.37114°N 119.80816°E
宜兴文昌阁原位于中国江苏省无锡宜兴市宜城街道通贞观东路今文化广场处，始建于明初，原为道观通贞观的一部分，同时用于科举考试试场和文人雅集之地，万历十二年（1584）重建，清顺治时重修。原建筑由大殿、东西廊庑、砚池和花园等组成，东院大殿面阔三间，两侧耳房各一间，进深十三檩，硬山顶，殿前有青石垒砌的月台，院内有上置单孔小石拱桥的长方形砚池及桂柏数株，东西廊庑原各九间，二十世纪八十年代初被改建，西院花园内有人工堆筑的土山与小亭。1998年因旧城改造而移建大殿至城西氿滨公园内，并重建大门一间与东西厢房各三间，现阁内陈列有“荆邑千秋、人杰文昌——科举和宜兴状元宰相史料展”。